# 다시증
다시증(多視症, 영어: monocularpolyopia 또는 polyopia)은 하나의 물체가 여러 개로 보이는 증세를 가리키는 의학에서 쓰이는 말이다. 단안다시증, 한눈여럿보임증이라고도 한다. 바깥눈근육의 기능이 손상되어 나타나는 것이 보통인데, 여기서 두 눈은 여전히 기능을 하지만 원하는 물체를 하나로 집중시킬 수 없다. 다시증은 정신병의 최초 징후의 하나일 수 있는데, 특히 근육이나 신경적인 과정에서 그러하며, 사람의 균형 상태, 운동 능력, 읽기 능력에 지장을 줄 수 있다.

## 병인
- 농양
- 부동시
- 항정신병제제(할로페리돌, 클로르프로마진 등)
- 보툴리누스 중독
- 뇌종양
- 삼속
- 암
- 백내장
- 당뇨병
- 알코올 중독
- 퀴놀론계 항생제
- 그레이브스병
- 길랑-바레 증후군
- 원추각막
- 라식 합병증
- 라임병
- 편두통
- 다발성 경화증
- 중증 근무력증
- 오피오이드
- 근염
- 외상
- 부비동염
- 사시 (눈)

## 같이 보기
- 양안시
- 약시